# غافريلوف-يام
غافريلوف-يام (بالروسية: Гаврилов-Ям) هي إحدى مدن روسيا في الكيان الفدرالي الروسي ياروسلافل أوبلاست.